# Daniel Sanders
Pour les articles homonymes, voir Sanders.

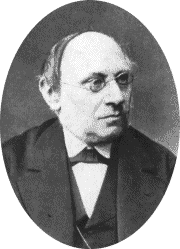
Portrait de Daniel Sanders

Daniel Hendel Sanders, né le 12 novembre 1819 à Altstrelitz et mort le 11 mars 1897 à Altstrelitz, est un lexicographe allemand d'origine juive.
Son œuvre la plus célèbre est le Wörterbuch der Deutschen Sprache (dictionnaire de la langue allemande), publié de 1859 à 1865.